# Казоне (Савона)
Казоне је насеље у Италији у округу Савона, региону Лигурија.
Према процени из 2011. у насељу је живело 47 становника. Насеље се налази на надморској висини од 407 м.